# Юлиана фон Сайн-Витгенщайн
Юлиана фон Сайн-Витгенщайн (на немски: Juliane zu Sayn-Wittgenstein; * 26 февруари 1583; † 8 февруари 1627 в Бирщайн) е графиня от Сайн-Витгенщайн и чрез женитба графиня на Изенбург-Бюдинген и бургграфиня на Гелнхаузен.
Тя е дъщеря на граф Лудвиг I фон Сайн-Витгенщайн (1532 – 1605) и втората му съпруга Елизабет фон Золмс-Лаубах (1549 – 1599), дъщеря на граф Фридрих Магнус I фон Золмс-Лаубах († 1561) и графиня Агнес фон Вид († 1588).
Тя умира на 8 февруари 1627 г. в Бирщайн на 43 години и е погребана там.

## Фамилия
Юлиана фон Сайн-Витгенщайн се омъжва на 19 април 1616 г. в Хахенбург за граф Волфганг Ернст I фон Изенбург-Бюдинген (* 29 декември 1560; † 21 май 1633), бургграф на Гелнхаузен, единственият син на граф Филип II фон Изенбург-Бюдинген в Бирщайн (1526 – 1596) и графиня Ирменгард фон Золмс-Браунфелс (1536 – 1577). Тя е третата му съпруга. Те имат четири деца:
- Лудвиг Арнолд (* 9 юли 1616, Бирщайн; † 18/19 септември 1662, Вехтерсбах)
- Юлиана (* 8 април 1621, Бирщайн; † 18 май 1622, Вехтерсбах)
- Анна Амалия (* 3 април 1624, Бирщайн; † 19 декември 1624, Бирщайн)
- Йохан Ернст (* 21 юни 1625, Бирщайн; † 8 октомври 1673, Бюдинген), граф на Изенбург-Бюдинген, женен на 15 юни 1650 г. във Вехтерсбах за графиня Мария Шарлота фон Ербах (1631 – 1693), дъщеря на граф Георг Албрехт I фон Ербах (1597 – 1647) и графиня Магдалена фон Насау-Диленбург-Катценелнбоген-Диц (1595 – 1633).

Волфганг Ернст I фон Изенбург-Бюдинген се жени 1628 г. четвърти път (морганатичен брак) за Сабина фон Залфелд († 1635).